# Institut français de Maurice
L'Institut français de Maurice, autrefois appelé Centre culturel Charles Baudelaire, est un Institut français situé à Beau-Bassin Rose-Hill, à Maurice.

## Annexe